# Giovanni Fornasini
Giovanni Fornasini (Pianaccio, 23 febbraio 1915 – San Martino di Caprara, 13 ottobre 1944) è stato un presbitero italiano, insignito della medaglia d'oro al valor militare alla memoria.
È venerato come beato dalla Chiesa cattolica.

## Biografia
Giovanni Remo Fornasini nasce il 23 febbraio 1915 a Pianaccio (Lizzano in Belvedere), da Angelo detto Anselmo e Maria Guccini. Ordinato sacerdote il 28 giugno 1942 dal cardinale Giovanni Battista Nasalli Rocca di Corneliano, viene nominato vicario della parrocchia di Sperticano, il 21 agosto 1942 diviene parroco. Il 25 luglio 1943 fa suonare a festa le campane, quando viene a conoscenza della destituzione di Mussolini, si impegna attivamente nella resistenza ed è vicino alla brigata partigiana "Stella Rossa", difende come può dalle angherie dei nazisti la popolazione, riuscendo a salvare diversi parrocchiani. Il 13 ottobre non fa ritorno a pranzo, sulla sua morte ci sono diversi elementi ancora non conosciuti. Si sa solo che il suo corpo decapitato verrà ritrovato alla fine dell'inverno, quando i parrocchiani ebbero di nuovo il permesso di andare nella zona a darne sepoltura. Non si può attribuire con certezza la responsabilità della morte. C'è chi afferma che le ferite siano dovute ad una granata, chi ad un colpo di arma da fuoco in pieno petto.

## Processo di beatificazione
Il 18 ottobre 1998 a Marzabotto il cardinale Giacomo Biffi dà inizio al processo canonico di beatificazione assieme ad altri due sacerdoti Ferdinando Casagrande e Ubaldo Marchioni, considerati "martiri di Monte Sole".
Il 21 gennaio 2021, papa Francesco ha autorizzato la Congregazione della cause dei Santi a riconoscere il suo martirio.
Il 26 settembre 2021 viene proclamato beato nella basilica di San Petronio a Bologna, durante una celebrazione presieduta dal cardinale Marcello Semeraro, prefetto della Congregazione delle cause dei santi.

## Onorificenze
Data del conferimento: 1944

### Riconoscimenti
Gli sono state intitolate la scuola elementare di Porretta Terme e una via di Bologna, un cippo lo ricorda nel cimitero di San Martino di Caprara, con altri quattro parroci, anche loro assassinati dalle SS. Gli è stata intitolata la piazza antistante la chiesa parrocchiale a Pianaccio.